# Cessna AT-17 Bobcat
Il Cessna AT-17 Bobcat fu un aereo da addestramento bimotore ad ala bassa prodotto dall'azienda statunitense Cessna Aircraft Company durante la seconda guerra mondiale. Destinato ai reparti aerei del United States Army, l'AT-17 venne utilizzato per colmare il gap tra gli aerei da addestramento monomotore e i bimotori da combattimento. L'AT-17 montava due motori a pistoni Jacobs R-755-9 radiali.
La versione civile derivata era il Model T-50 mentre la versione da trasporto militare in dotazione alle United States Army Air Forces assunse la designazione C-78.

## Storia del progetto
Il AT-17 ebbe una versione militare della aereo civile Cessna T-50, che è stato fatto nel 1939; il primo volo e fatto nel 26 marzo 1939. In 1940 il United States Army Air Corps e fatto un ordine di T-50, usando il nome AT-8.

## Esemplari attualmente esistenti
Un esemplare è esposto al Travis Air Museum presso la Travis Air Force Base vicino a Fairfield (California).

## Utilizzatori

### Civili
Polonia
- Polskie Linie Lotnicze LOT

operò con 14 UC-78 nel periodo 1946-1950

### Militari
Brasile
- Força Aérea Brasileira

 Canada
- Royal Canadian Air Force

 Taiwan
- Chung-Hua Min-Kuo K'ung-Chün

 Stati Uniti
- United States Army Air Corps
- United States Army Air Forces
- United States Navy